# Rooi Mahamutsa
Rooi Petros Mahamutsa (Mpumalanga, 26 ottobre 1981) è un calciatore sudafricano, difensore del VTM.

## Biografia
Nel marzo 2014 esce illeso da un incidente stradale nel quale un guard rail trafigge la sua BMW Serie 3.

## Carriera
Vanta 10 presenze e 1 rete nella CAF Champions League 2013.

## Palmarès

### Club

#### Competizioni nazionali
- MTN 8: 2

Orlando Pirates: 2010, 2011
- Campionato sudafricano: 2

Orlando Pirates: 2010-2011, 2011-2012
- Nedbank Cup: 1

Orlando Pirates: 2011
- Coppa di Lega sudafricana: 1

Orlando Pirates: 2011
- Carling Black Label Cup: 2

Orlando Pirates: 2011, 2012